# Persarmènia
Persarmènia va ser el nom donat a l'Armènia Major o oriental a partir del 387, com a contraposició a l'Armènia Menor o occidental. El nom de Gran Armènia cal reservar-lo per la unió de tots els territoris armenis, per exemple sota el rei Tigranes II d'Armènia, o després de la I Guerra Mundial.
El tractat de l'Acilisene signat possiblement l'any 387 va establir la partició d'Armènia entre Romà i Pèrsia. Les províncies occidentals (Keltzene, Derzene, Acisilene, Khorzene, Daranaliq, Balabitene, Astianene, Sofene o Sofanene, i Anzitene) van quedar sota influència de Roma i després de L'Imperi Romà d'Orient; la resta, la Persarmènia, va quedar sota influència persa. La regió d'Arzanene, tradicionalment part de l'Armènia menor, va quedar dins la Persarmènia, formada a més a més per les províncies de Corduena, Moxuene, Baspracània, Siunia, Marpetakan, Phaitakaran, Uti (Utiq), Gugarq, Airarat, Tauruberan i Taik.